# Museu Memòria i Tolerància
El Museu Memòria i Tolerància és un museu de la ciutat de Mèxic. Obert el 18 d'octubre del 2010, busca difondre el respecte a la diversitat i la tolerància en basar-se en la memòria històrica a través d'exposicions sobre els genocidis i presentacions multimèdia.

## Història
El Museu Memòria i Tolerància va ser impulsat per l'associació civil Memòria i Tolerància que es va establir el 1999. Aquesta associació civil tenia l'objectiu de crear el Centre Educatiu de l'Holocaust i la Tolerància i va buscar supervivents de l'Holocaust per prendre els seus testimoniatges per poder aprendre d'ells i mostrar-ho a d'altres.
El 2003 els arquitectes de Legorreta+Legorreta van rebre l'encàrrec de fer el centre en una zona de l'Albereda Central que havia estat danyada durant el Terratrèmol de Mèxic de 1985, que va afectar durament la Ciutat de Mèxic. En aquest indret també es projectava construir els edificis del Tribunal Superior de Justícia del Districte Federal i la Secretaria de Relacions Exteriors del Govern Federal, la qual cosa es va convertir en el Conjunt Juárez. El Museu Memòria i Tolerància es va integrar a aquest conjunt el 2006 amb arquitectes Arditti + RDT. A l'atri del museu hi ha una galleda suspesa del Memorial dels nens assassinats en genocidis, amb una obra realitzada per Jan Hendrix en col·laboració amb els arquitectes.

## Galeria d'imatges

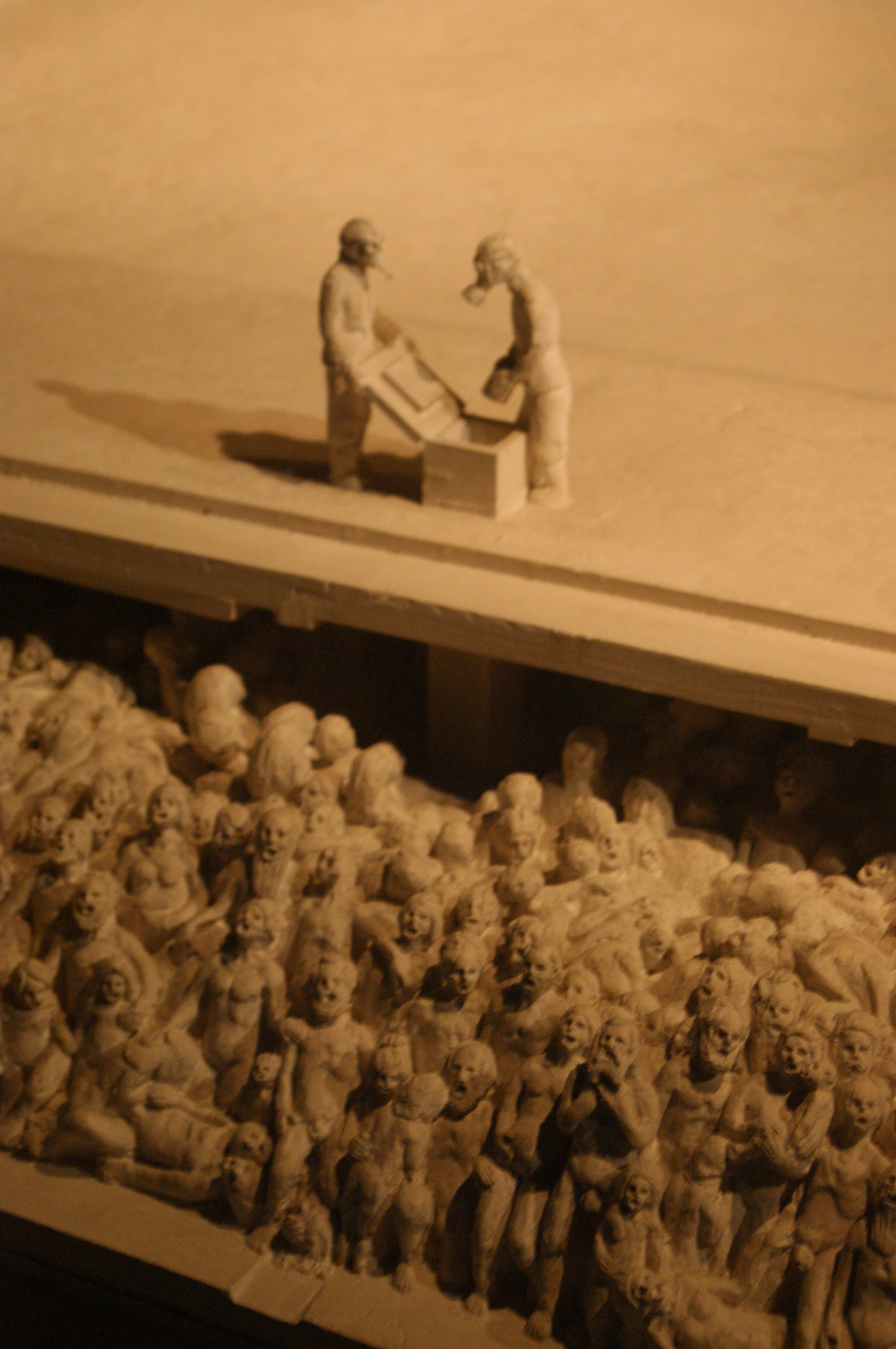
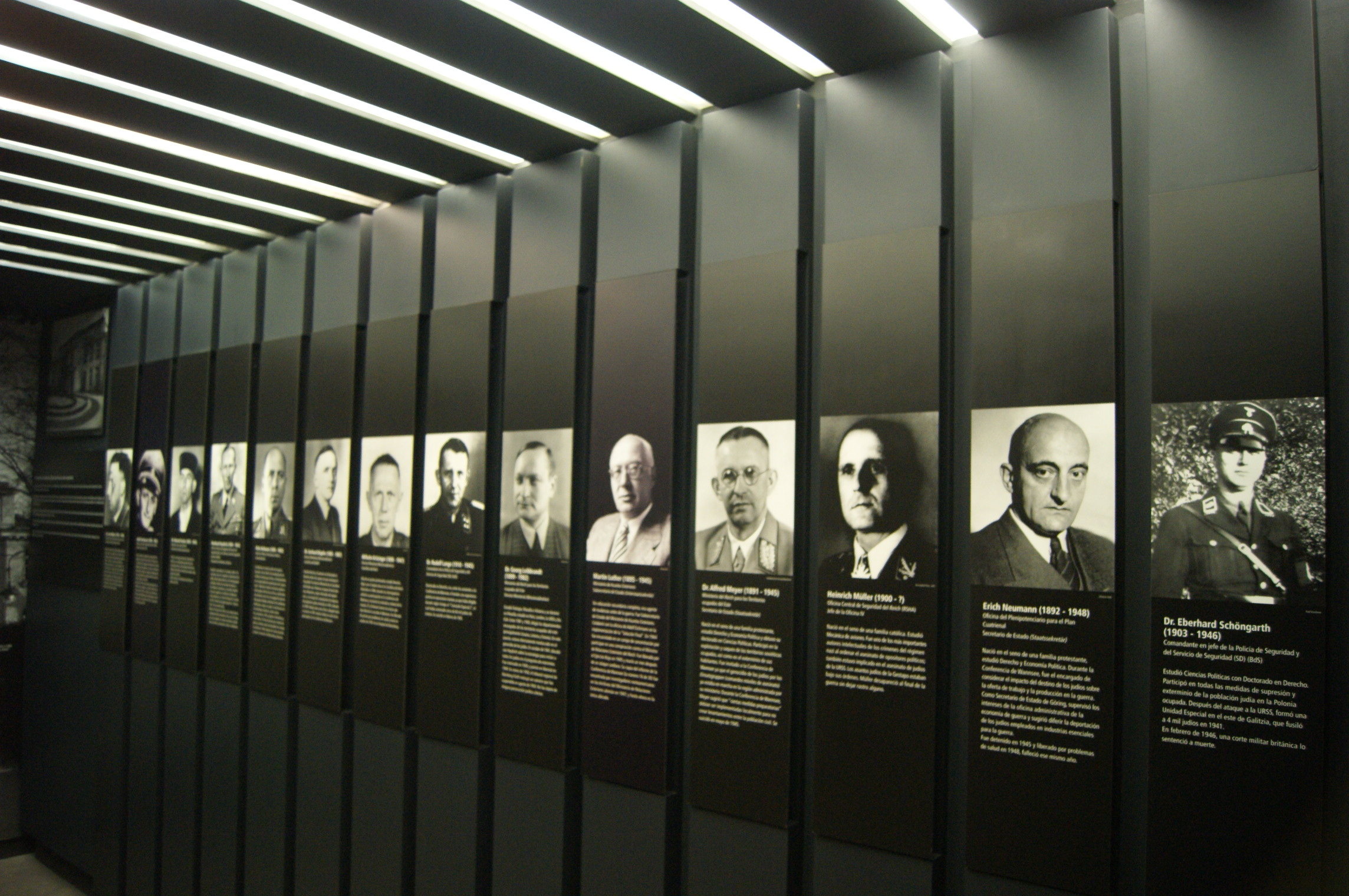
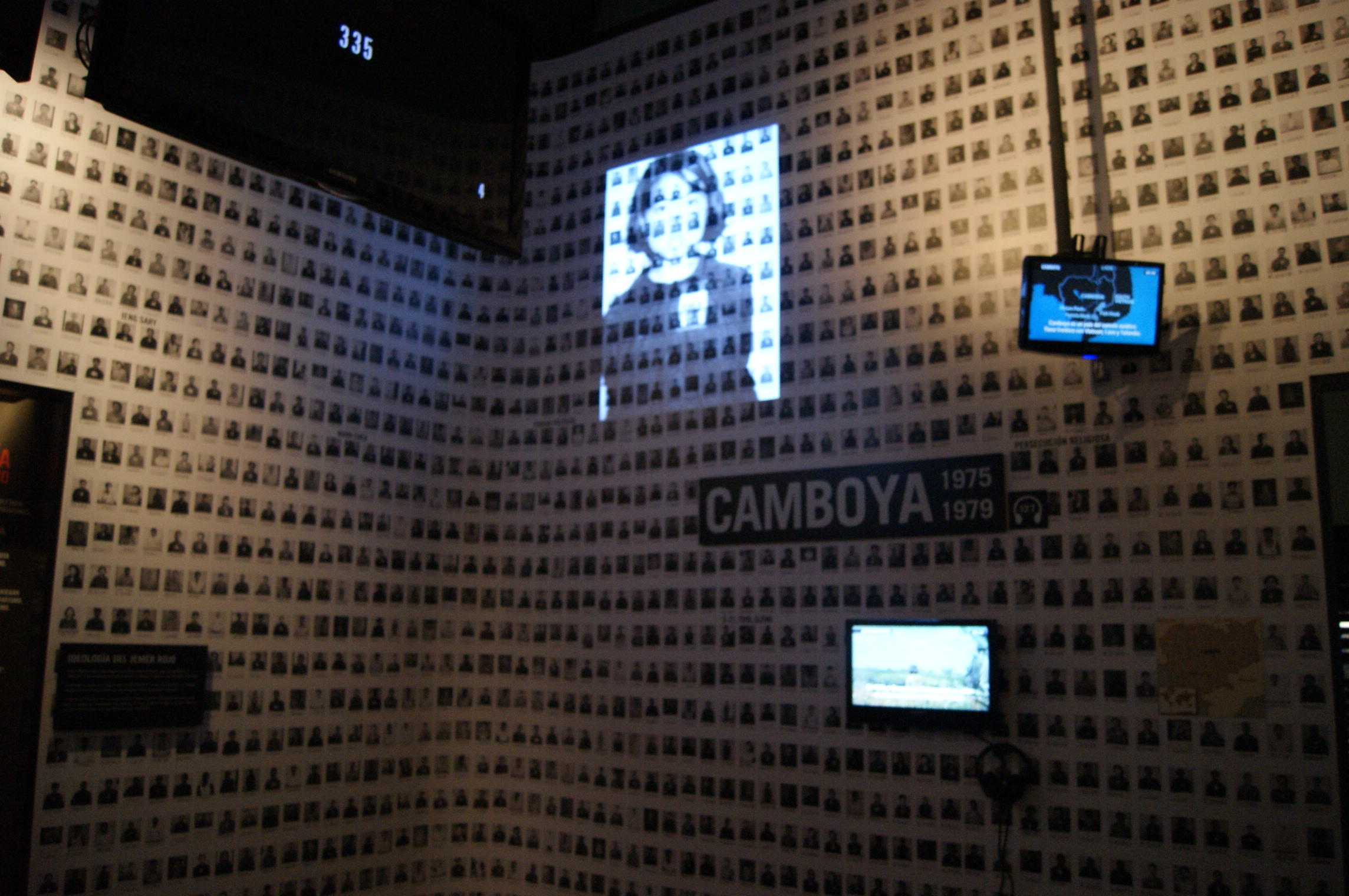
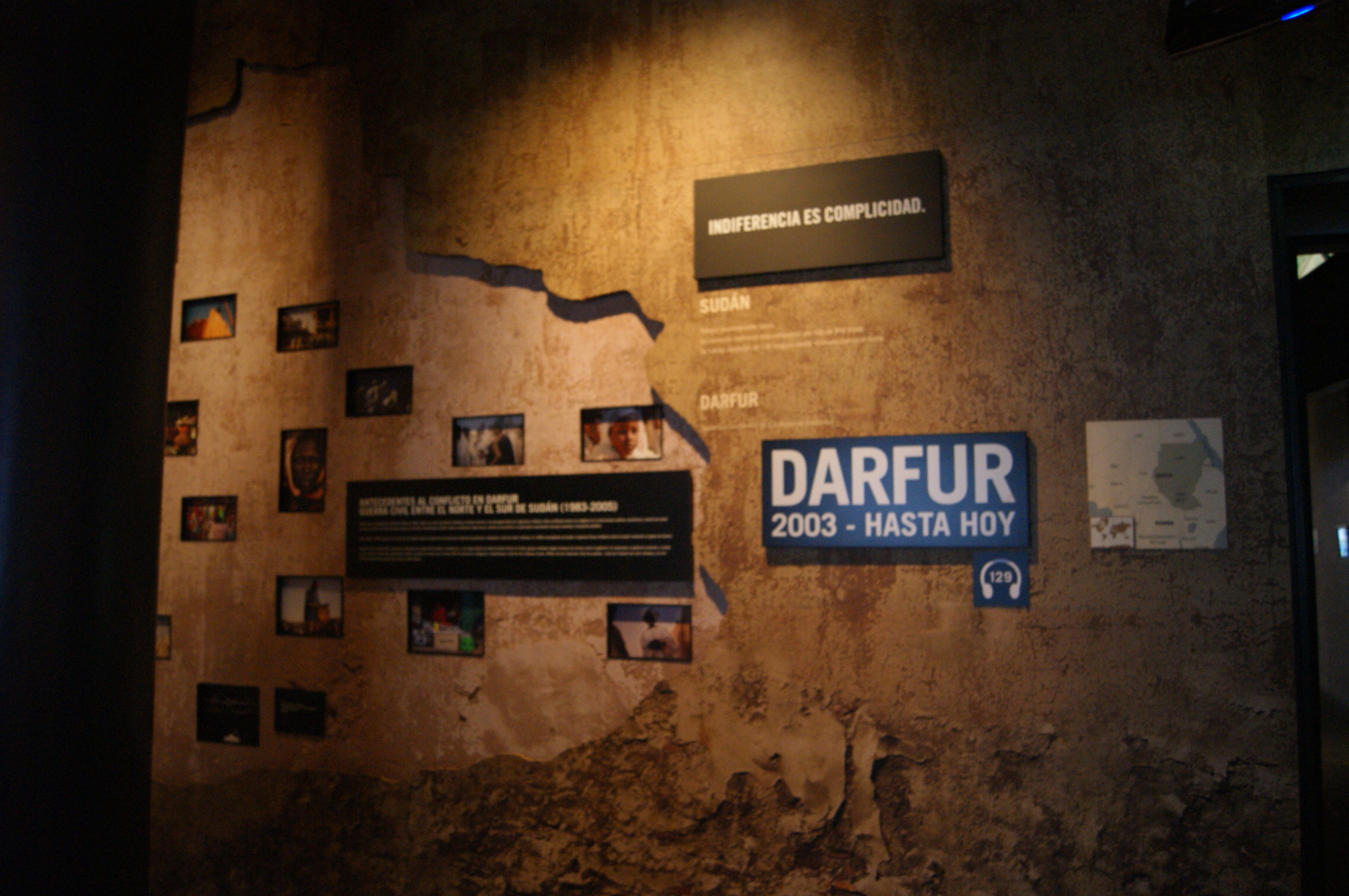
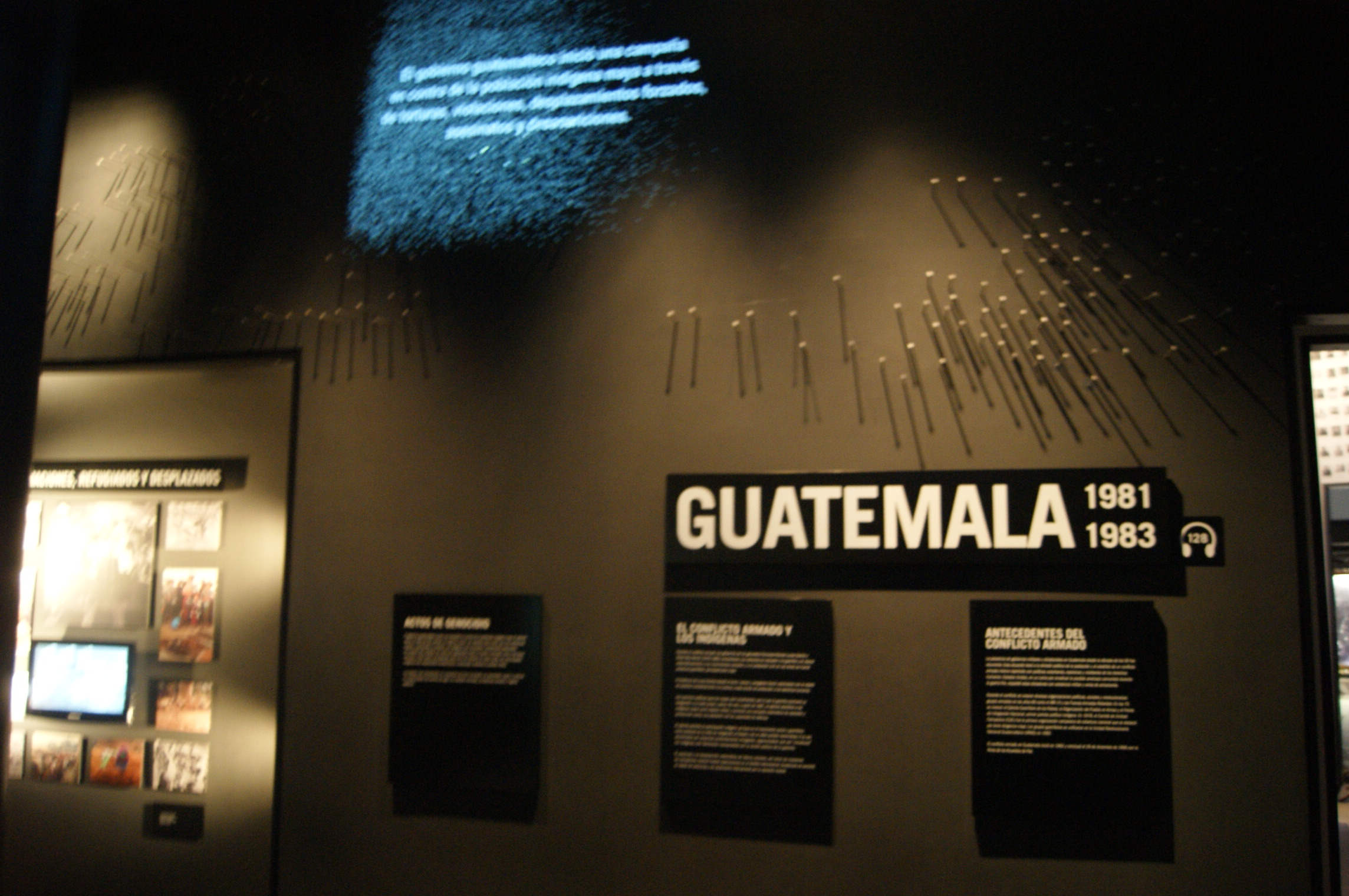
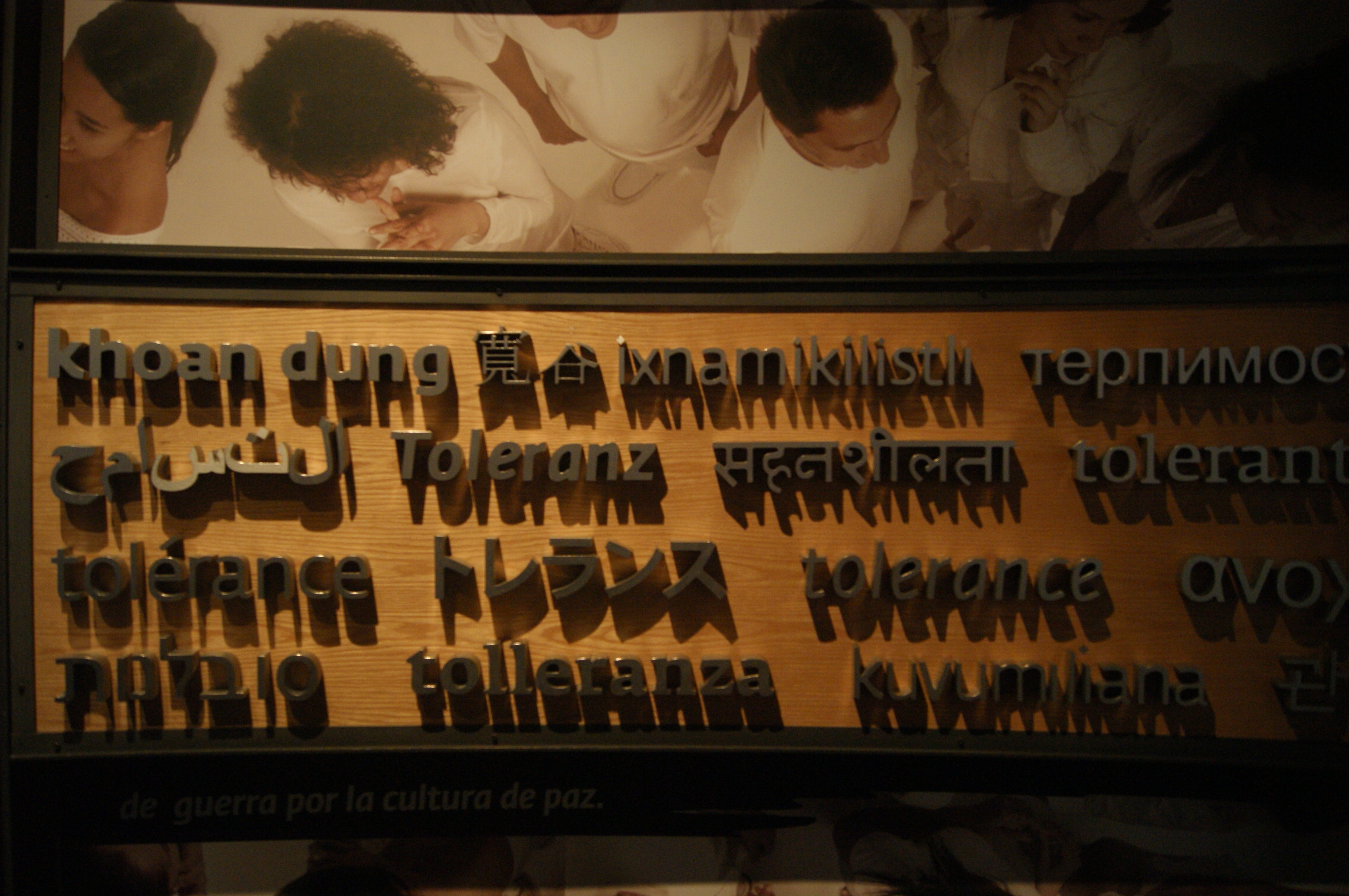
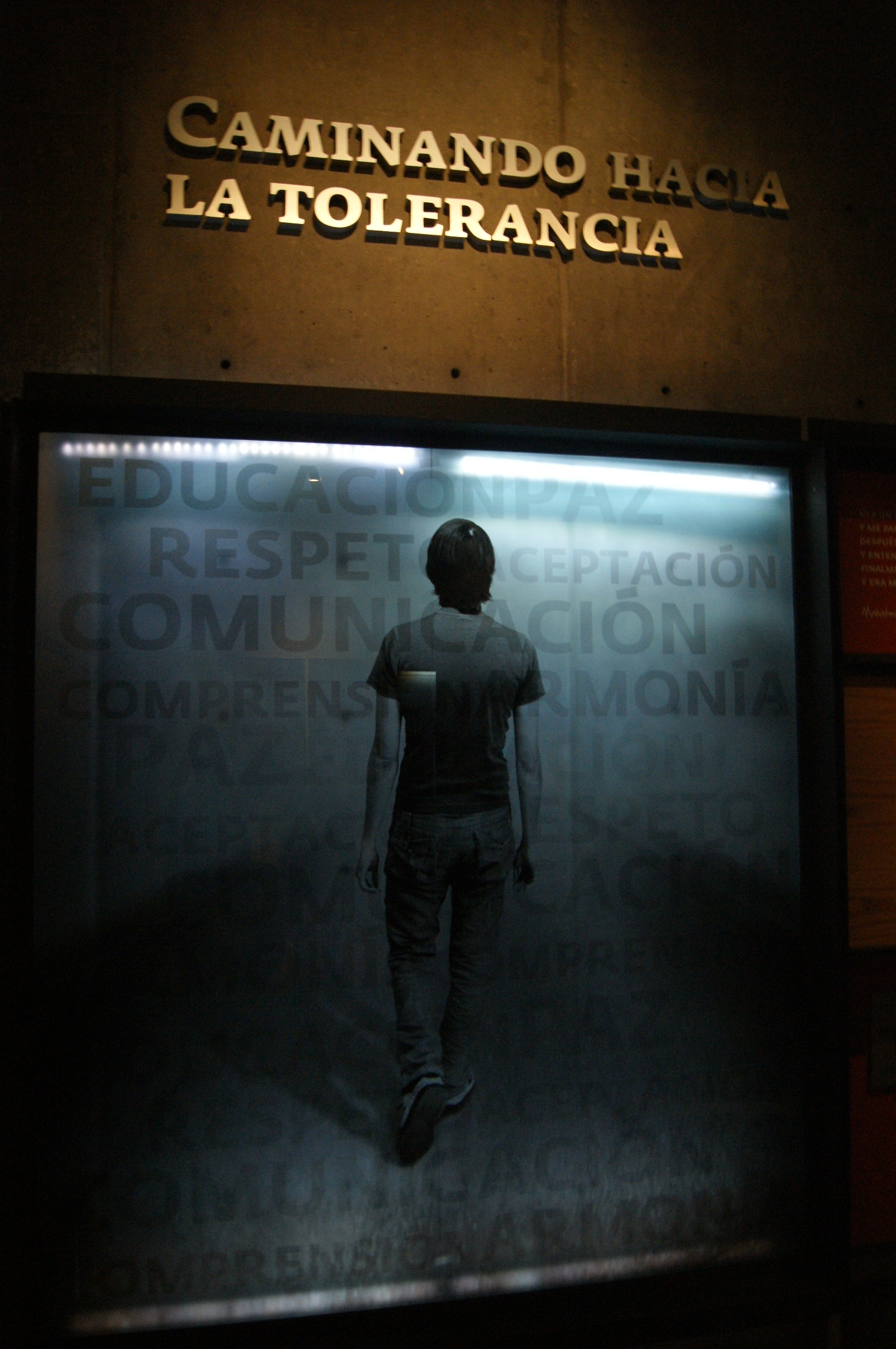